# Kaisermühlen
Kaisermühlen – jedna ze stacji metra w Wiedniu na linii U1. Została otwarta 3 września 1982.
Znajduje się w 22. dzielnicy Donaustadt. Jej nazwa pochodzi części dzielnicy Kaisermühlen i Vienna International Centre, trzeciej siedziby Organizacji Narodów Zjednoczonych.